# Václav Dašek
Václav Dašek  (* 18. Februar 1887 in Slavětín nad Metují, Bezirk Neustadt an der Mettau, Ostböhmen; † 12. August 1970 in Prag) war ein tschechischer Bauingenieur und Ingenieurwissenschaftler.

## Leben
Dašek studierte 1905 bis 1910 Bauingenieurwesen an der TH Prag, an der er auch promoviert wurde (Dissertation: Neue Methode für die Berechnung der statisch unbestimmten Konstruktionen). Danach arbeitete er für Baufirmen in Böhmen, Jugoslawien und der Schweiz sowie die städtische Brückenaufsicht in Prag. Ab 1927 war er wieder an der TH Prag, an der er sich mit der Schrift Berechnung der Rahmenkonstruktionen mit Hilfe von Tensoren und Deformationsellipsen habilitierte. Mit der Anwendung der Tensorrechnung in der Baustatik beschritt er Neuland und bereitete die spätere Matrixformulierung der Statik vor. 1929 wurde er Assistenzprofessor an der TH Prag und 1934 erhielt er eine volle Professur.
Er befasste sich unter anderem mit verschieblichen Rahmen und Balkengittern.
Dašek war Mitglied der Tschechoslowakischen Akademie der Wissenschaften.

## Schriften
- Berechnung von Rahmenkonstruktionen mit Hilfe von Tensoren und Deformationsellipsen (tschechisch). Prag 1930
- Berechnung von Rahmenkonstruktionen mit Hilfe von Kraft- und Momentenverteilung (tschechisch). Prag 1943, 1951, 1966
- Lösung des Balkengitterproblems mit der Methode der harmonischen Belastung (tschechisch). Prag 1953